# Parlamentní volby na Slovensku 2002
Volby do Národní rady Slovenské republiky 2002 se uskutečnily v pátek 20. a v sobotu 21. září. Poměrným systémem s 5% uzavírací klauzulí bylo voleno všech 150 poslanců Národní rady v jednom volebním obvodě zahrnujícím celé Slovensko. Ve volbách zvítězilo HZDS, které získalo 19,5 % a 36 mandátů. Na druhém místě skončila SDKÚ, jež získala 15,09 % a 28 mandátů. Na třetím místě skončila SMER se ziskem 13,5 % a 25 mandátů. Volební účast činila 70,06 %.

## Výsledky voleb
V nové NR SR zasedlo celkem 7 politických stran a uskupení. HZDS získalo 36 mandátů, SDKÚ 28 mandátů, SMER 25 mandátů, SMK-MKP 20 mandátů, KDH 15 mandátů, ANO 15 mandátů a KSS 11 mandátů. 
|                        | HZDS            | SDKÚ-DS               | SMER        | SMK-MKP     | KDH                         | ANO         | KSS        |
| ---------------------- | --------------- | --------------------- | ----------- | ----------- | --------------------------- | ----------- | ---------- |
| Volební lídr           | Vladimír Mečiar | Mikuláš Dzurinda      | Robert Fico | Béla Bugár  | Pavol Hrušovský             | Pavol Rusko | Jozef Ševc |
| Počet hlasů            | 560 691         | 433 953               | 387 100     | 321 069     | 237 202                     | 230 309     | 181 872    |
| Podíl                  | 19,5 % ▼        | 15,09 % ▲             | 13,46 % ▬   | 11,17 % ▲   | 8,25 % ▬                    | 8,01 % ▲    | 6,33 % ▲   |
| Počet mandátů          | 36              | 28                    | 25          | 20          | 15                          | 15          | 11         |
| Předchozí volby (1998) | 27,0 % (43)     | 26,33 % (42) jako SDK | nová strana | 9,13 % (15) | 26,33 % (42) společně s SDK | nová strana | 2,8 (0)    |

### Podrobné výsledky

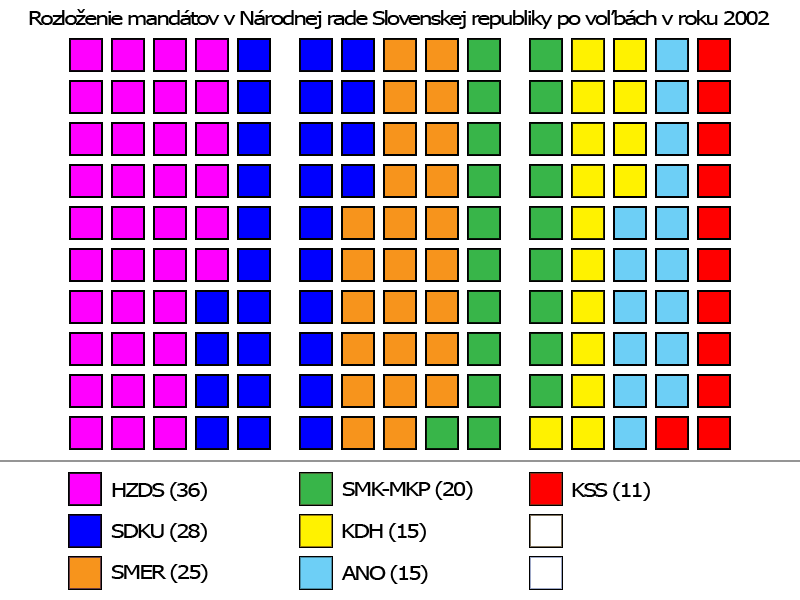
Rozložení mandátů

| Politická strana                                         | Počet hlasů | Procentuální zisk | Počet mandátů v NR SR ze 150 |
| Hnutie za demokratické Slovensko (HZDS)                  | 560 691     | 19,50 %           | 36                           |
| Slovenská demokratická a kresťanská únia (SDKÚ)          | 433 953     | 15,09             | 28                           |
| SMER                                                     | 387 100     | 13,46             | 25                           |
| Strana maďarskej koalície – Magyar Koalíció Pártja (SMK) | 321 069     | 11,16             | 20                           |
| Kresťanskodemokratické hnutie (KDH)                      | 237 202     | 8,25              | 15                           |
| Aliancia nového občana (ANO)                             | 230 309     | 8,01              | 15                           |
| Komunistická strana Slovenska (KSS)                      | 181 872     | 6,32              | 11                           |
| Pravá Slovenská národná strana (PSNS)                    | 105 084     | 3,65              | -                            |
| Slovenská národná strana (SNS)                           | 95 633      | 3,32              | -                            |
| Hnutie za demokraciu (HZD)                               | 94 324      | 3,28              | -                            |
| Sociálnodemokratická alternatíva (SDA)                   | 51 649      | 1,79              | -                            |
| Strana demokratickej ľavice (SDĽ)                        | 39 163      | 1,36              | -                            |
| Strana zelených na Slovensku (SZS)                       | 28 365      | 0,98              | -                            |
| Nezávislá občianska strana nezamestnaných a poškodených  | 26 205      | 0,91              | -                            |
| Združenie robotníkov Slovenska (ZRS)                     | 15 755      | 0,54              | -                            |
| Žena a rodina                                            | 12 646      | 0,43              | -                            |
| Občianska konzervatívna strana (OKS)                     | 9 422       | 0,32              | -                            |
| Robotnícka strana ROSA (ROSA)                            | 8 699       | 0,30              | -                            |
| Rómska občianska iniciatíva SR (ROI)                     | 8 420       | 0,29              | -                            |
| Strana za demokratické práva občanov                     | 6 716       | 0,23              | -                            |
| Ľavicový blok (ĽB)                                       | 6 441       | 0,22              | -                            |
| Politické hnutie Rómov na Slovensku – ROMA               | 6 234       | 0,21              | -                            |
| Slovenská národná jednota                                | 4 548       | 0,15              | -                            |
| Béčko – Revolučná robotnícka strana                      | 2 818       | 0,09              | -                            |
| Ľudová strana (ĽS)                                       | 763         | 0,02              | -                            |